# Magnús Scheving
Magnús Scheving, né le 10 novembre 1964 à Reykjavik, est un acteur et cascadeur islandais. 
Il est connu pour le rôle de Sportacus de la série Lazy Town.

## Biographie
Créateur de la série pour enfant Bienvenue à Lazy Town il a joué le rôle de Sportacus.
Il a joué le rôle du méchant dans le film Kung Fu Nanny.
Magnús pratique les arts martiaux et l’acrobatie.

## Filmographie

### Cinéma
- 2010 : Kung Fu Nanny de Brian Levant : Anton Poldark

### Séries télévisées
- 2004-2007 / 2013-2014 :  Lazy Town :  Sportacus